# Segundo premio
«Segundo premio» es un sencillo del álbum de Los Planetas Una semana en el motor de un autobús.

## Lista de canciones
1. Segundo premio (radio edit) 04:47
2. Algunos amigos 03:48

## Reediciones
En 2005 se incluyó, en formato CD, en la caja Singles 1993-2004. Todas sus caras A / Todas sus caras B (RCA - BMG). El cofre se reeditó, tanto en CD como en vinilo de 10 pulgadas, por Octubre / Sony en 2015.
En 2015 Octubre publica el sencillo en vinilo de siete pulgadas en una edición de 500 copias.

## Título e influencias
Según Santi Carrillo, director de la revista musical Rockdelux, "Los Planetas eligieron el título de esta canción después de quedar segundos en un concurso de maquetas de nuestra revista en 1993, por debajo de Australian Blonde".
La melodía vocal de la canción es prácticamente idéntica a la de Promesses, del músico francés Étienne Daho, incluida en su álbum La notte, la notte (Virgin, 1984). Acerca de ello, Florent, guitarrista del grupo, comentó en 2007: "Bueno, digamos que es un pequeño homenaje".
Por su parte, el cantante del grupo, Jota, desveló en la Emisión telepática aleatoria universal (nombre de la sección con la que colaboró con la emisora en línea Radio Gladys Palmera hasta diciembre de 2013) difundida el 30 de mayo de 2013 que Smoke Signals (Distant Plastic Trees, Red Flame, 1991) de Magnetic Fields, inspiró la melodía de la canción, al tiempo que parte de la letra se basa en la de Blue Flower (In Ribbons, 4AD, 1992) de Pale Saints.

## Versiones deSegundo premio
- El propio cantante de Los Planetas, Jota, registró en directo una versión de Segundo premio junto al grupo dirigido por Raül Fernández para la segunda fiesta The Rockdelux Experience, fiesta organizada por la revista Rockdelux. Se editó en el CD recopilatorio The Rockdelux Experience Vol. 2 (Sinedín 2005).
- Miqui Puig incluyó una versión en su disco en directo Miope (Sinnamon Records 2007).
- Lonely Joe grabó también Segundo premio para su disco Un toque de Lonely (Subterfuge Records 2008), versión disponible asimismo en el recopilatorio Stereoparty 2009 (Subterfuge Records 2008).
- Los Pinches Planetas versionan la canción en el disco homenaje Bienvenido a los 90 presenta: Una semana en el motor de un autobús (Bienvenido a los 90 / Bandcamp 2018).[5]
- Es grabada por los actores Daniel Ibáñez, Cristalino, Mafo, Chesco Ruíz y Daniel Molina, que interpretan a Los Planetas en la película Segundo premio (2024), película que refleja el proceso de creación de Una semana en el motor de un autobús.

## Uso en medios
Segundo premio suena en los créditos iniciales de la película No controles (Borja Cobeaga, 2010).
También aparece en Emboscar al embrión, sexto capítulo de la tercera temporada de la serie de televisión Sky rojo (Óscar Pedraza, 2023).

### Segundo premio (película)
En 2020 se anticipa el rodaje de la película Segundo premio por Jonás Trueba. En 2023 se anuncia que el director será Isaki Lacuesta, la película está "ambientada en Granada a finales de los años 90" y se inspira en "en la historia de un grupo de música independiente".
La sinopsis del film reza: "Granada, finales de los 90. En plena efervescencia artística y cultural, un grupo de música indie vive su momento más delicado. Afrontan su tercer disco. Nadie sabe que ese álbum cambiará para siempre la escena musical de todo el país. Esta (no)es una película sobre los Planetas".
La película, codirigida por Pol Rodríguez, compitió en la Sección Oficial del Festival de Málaga de 2024,  obteniendo la Biznaga de Oro a mejor película y las Biznagas de Plata a mejor dirección (Isaki Lacuesta y Pol Rodríguez) y mejor montaje (Javier Frutos). El 4 de abril de 2024 inaugura el D'A Film Festival (Barcelona),estrenándose en salas el 24 de mayo del mismo año.
La cinta está producida por La Terraza Films, Áralan Films, Ikiru Films, Bteam Prods, Sideral Cinema, Los Ilusos Films y Toxicosmos AIE, y es distribuida por Bteam Pictures. El guion está firmado por Isaki Lacuesta y Fernando Navarro. El reparto está encabezado por Daniel Ibáñez Rodríguez (interpreta a "El Cantante", trasunto de J), Francisco Martín Ocete "Cristalino" (interpreta a "El Guitarrista", trasunto de Florent), Stéphanie Magnin Vella (May), Mario Fernández Olmedo "Mafo" ("El Batería", trasunto de Eric), Javier "Chesco" Ruiz ("El Bajista"), Daniel Molina ("El Teclista", trasunto de Banin), David Alcalá Fraile ("El Pipa", trasunto de Migueline) y Eduardo Rejón.    El reparto también incluye a Julen Clarke (trasunto de Kurt Ralske, el productor de Una semana en el motor de un autobús).
La Academia de las Artes y las Ciencias Cinematográficas de España eligió la película para representar en 2024 a España en la categoría de mejor película internacional de los premios Óscar  (las otras dos películas preseleccionadas habían sido La estrella azul y Marco). La película no fue finalmente seleccionada por la Academia de Artes y Ciencias Cinematográficas estadounidense. 
En los Premios Gaudí 2024 reciben el galardón a la mejor dirección Isaki Lacuesta y Pol Rodríguez, mientras que Tekuro 
Takeuchi recoge el premio a la mejor fotografía y Alejandro Castillo, Eva Valiño y Antonin Dalmasso el de mejor sonido.
La revista Fotogramas le otorga el Fotogramas de Plata 2024 como mejor película española según la crítica.
Los Premios Sant Jordi eligen al film como mejor película española de 2024. 
En los Premios Carmen la película obtiene ocho premios: mejor largometraje, mejor guion original (Fernando Navarro), mejor interpretación masculina revelación (Cristalino), mejor montaje (Javier Frutos), mejor dirección de arte (Pepe Domínguez y Gigia Pellegrini), mejor vestuario (Lourdes Fuentes), mejor maquillaje y peluquería (Yolanda Piña) y mejores efectos especiales (María Magnet y Marian Delgado).
En la 39 edición de los Premios Goya Segundo premio recibió tres premios: mejor dirección (Isaki Lacuesta y Pol Rodríguez), mejor montaje (Javi Frutos) y mejor sonido (Diana Sagrista, Eva Valiño, Alejandro Castillo y Antonin Dalmasso). Además de estas tres, la película estaba nominada para mejor película, mMejor canción original (Love is the worst compuesta por Alondra Bentley e Isaki Lacuesta), mejor actor revelación (Cristalino y Daniel Ibáñez), mMejor dirección de producción (Carlos Amoedo), mejor dirección de fotografía (Takuro Takeuchi), mejor dirección de arte (Pepe Domínguez del Olmo) y mejor diseño de vestuario (Lourdes Fuentes).
Alejandro Simón Partal es autor de La planta baja. Diario de un rodaje (Plaza & Janés, 2024), donde detalla la gestación de la película. 